# Caedicia septentrionalis
Caedicia septentrionalis är en insektsart som beskrevs av Brunner von Wattenwyl 1878. Caedicia septentrionalis ingår i släktet Caedicia och familjen vårtbitare. Inga underarter finns listade i Catalogue of Life.